# Jüdischer Friedhof (Nassau)

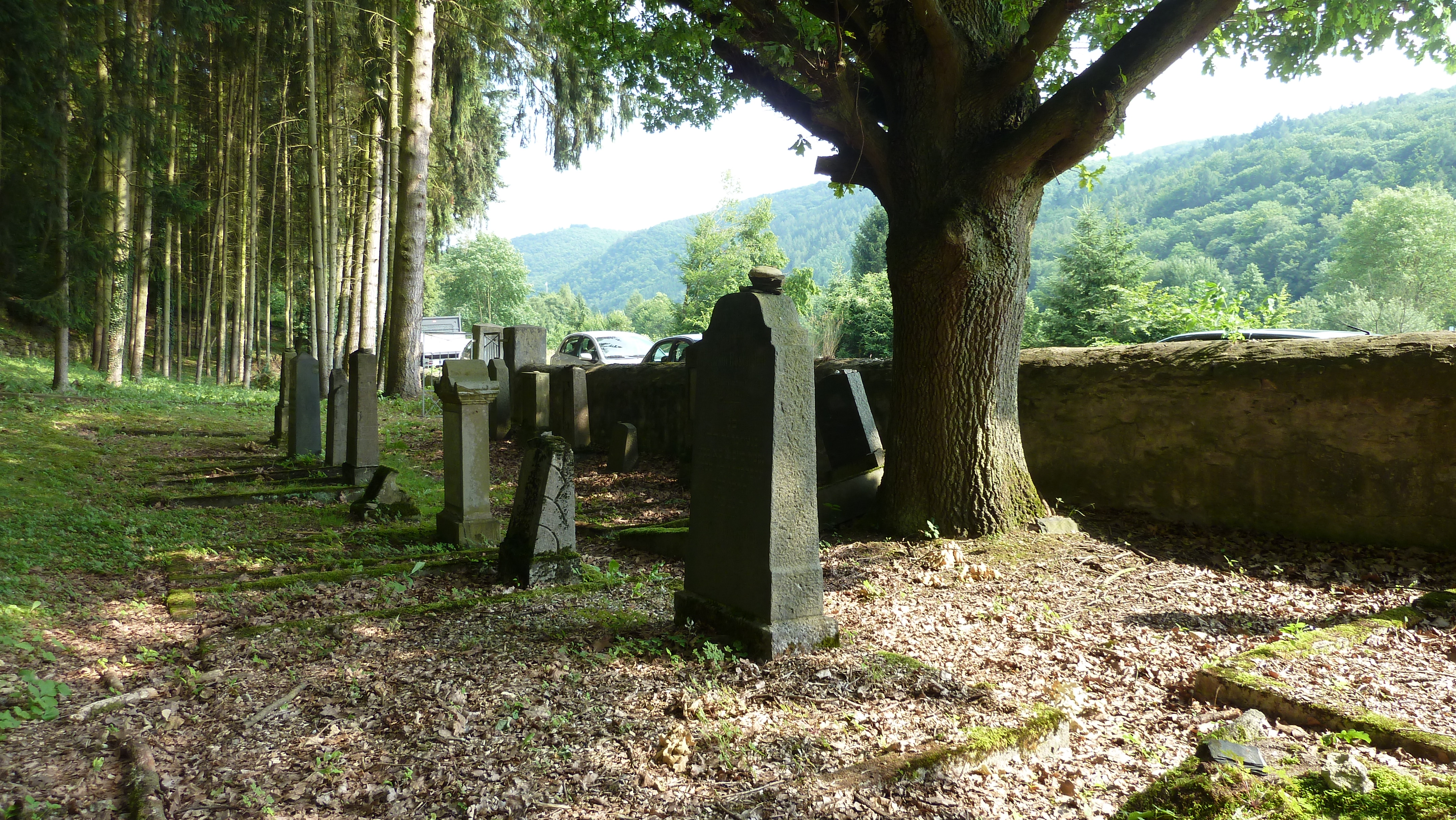
Jüdischer Friedhof in Nassau

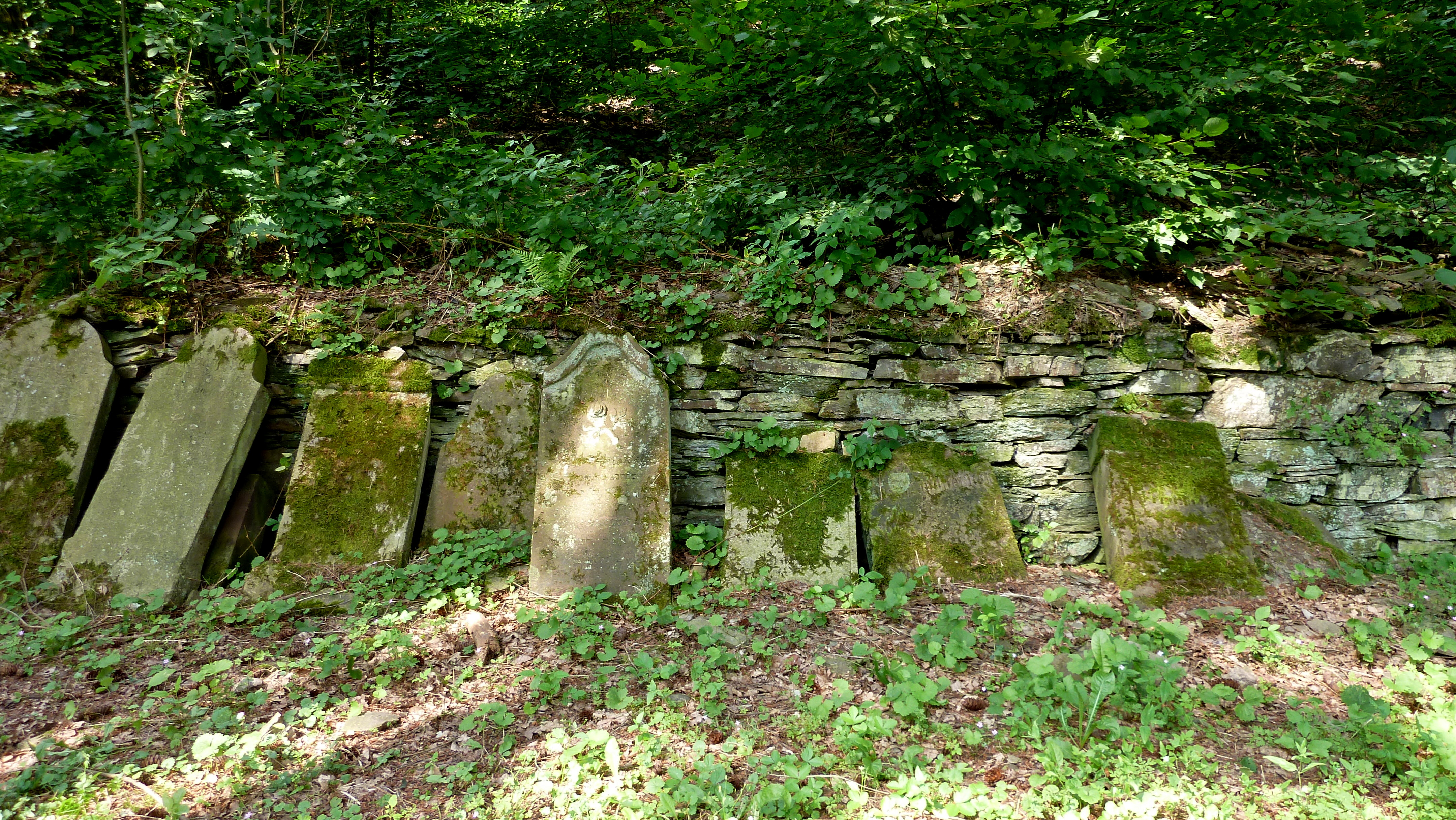
Grabsteine

Der Jüdische Friedhof Nassau ist ein jüdischer Friedhof in der Stadt Nassau im Rhein-Lahn-Kreis in Rheinland-Pfalz. Der Friedhof, der sich an der Bundesstraße 417 von Nassau nach Obernhof etwa 500 Meter außerhalb von Nassau befindet, steht als schützenswertes Kulturdenkmal unter Denkmalschutz.

## Geschichte
Der Friedhof wurde vermutlich Ende des 18. Jahrhunderts angelegt. Die Friedhofsfläche beträgt 1361 m2. Der Friedhof besteht aus einem alten Teil, auf dem nur noch wenige Grabsteine erhalten sind, und einem neueren Teil. Insgesamt sind noch etwa 65 Grabsteine vorhanden.